# ロバと少年
『ロバと少年』（ロバとしょうねん、原題：The Small One）は1978年制作のアニメーション短編映画。

## 公開データ
| 公開日 上映時間 | 1978年（昭和53年） | 12月16日 | アメリカ合衆国 | 25分 |  |
| 公開日 上映時間 | サイズ             | カラー   | スタンダード   |      |  |

## 声の出演
| 役名           | 原語版                     | 旧吹き替え版 | 新吹き替え版 |
| -------------- | -------------------------- | ------------ | ------------ |
| 少年           | ショーン・マーシャル       | 土井美加     | 林勇         |
| 父親           | オラン・ソウル             | 遠藤征慈     | 小島敏彦     |
| スモール・ワン | クラレンス・ナッシュ       | 原語版流用   | 原語版流用   |
| 守衛           | ジョー・ヒギンズ           | 江原正士     | 菅原正志     |
| 皮なめし工     | ウィリアム・ウッドソン     | 牛山茂       | 不明         |
| 太った男       | 不明                       | 関時男       | 島香裕       |
| 背の低い男     | 不明                       | 江原正士     | 不明         |
| 競売人         | ハル・スミス               | 江原正士     | 茶風林       |
| 競売参加者     | 不明                       | 関時男       | 不明         |
| 競売参加者     | 不明                       | 牛山茂       | 不明         |
| 陶芸家         | サール・レイブンスクロフト | 不明         | 不明         |
| パン屋         | ケン・サンソム             | 不明         | 不明         |
| ヨセフ         | ゴードン・ジャンプ         | 遠藤征慈     | 岩田安生     |
| その他         | ヴァレリー・クカレシン     | 不明         | 小野英昭     |
| その他         | ケイト・スミス             | 不明         | 小野英昭     |
| その他         | ジェイ・バーニー           | 不明         | 小野英昭     |
| その他         | ハンフリー・デイヴィス     | 不明         | 小野英昭     |

## スタッフ
| 企画統括                     | ウォルト・ディズニー                   |
| 製作総指揮                   | ドン・B・テータム                      |
| 製作                         | E・カードン・ウォーカー                |
| 原作                         | チャールズ・タズウェル                 |
| 脚本                         | ピーター・ヤング、ヴァンス ジェリー    |
| 音楽                         | ロバート・F・ブランナー                |
| 作画監督                     | クリフ・ノードバーグ                   |
| 背景                         | ダニエラ・ビエレッカ、ジム・コールマン |
| エグゼクティブプロデューサー | ロナルド・W・ミラー                    |
| プロデューサー 監督          | ドン・ブルース                         |
| 制作                         | ウォルト・ディズニー・プロダクション   |